# Phaneropterinae
De Phaneropterinae vormen een onderfamilie van rechtvleugelige insecten die behoort tot familie van de sabelsprinkhanen (Tettigoniidae). Er zijn vele honderden soorten waarvan sommige in Nederland en België voorkomen.

## Geslachtengroepen
- Acrometopini
- Barbitistini
- Ducetiini
- Dysoniini
- Elimaeini
- Holochlorini
- Insarini
- Mirolliini
- Odonturini
- Phaneropterini
- Scambophyllini
- Steirodontini
- Trigonocoryphini
- Tylopsini